# Spell Eater
Spell Eater è l'album di debutto della band statunitense Huntress. È stato pubblicato nei formati CD, LP e in download digitale.

## Tracce
1. Spell Eater – 3:59
2. Senicide – 3:59
3. Sleep and Death – 4:29
4. Snow Witch – 5:04
5. Eight of Swords – 5:39
6. Aradia – 4:08
7. Night Rape – 3:18
8. Children – 3:11
9. Terror – 4:46
10. The Tower – 4:32
11. The Dark – 3:46

## Formazione
- Jill Janus - voce
- Blake Mehal - chitarra solista
- Ian Alden - chitarra solista
- Eric Harris - basso
- Carl Wierzbicky - batteria